# Пјетраја (Перуђа)
Пјетраја је насеље у Италији у округу Перуђа, региону Умбрија.
Према процени из 2011. у насељу је живело 92 становника. Насеље се налази на надморској висини од 282 м.